# Marek z Brzeźnicy
Marek z Brzeźnicy (łac. Marcus palatinus cracoviensis; zm. 1230 lub 1231) – wojewoda krakowski za panowania księcia Leszka Białego.

## Życiorys
Pochodził z możnowładczego rodu Gryfitów (Świebodziców), który w okresie jego życia odgrywał dominującą rolę polityczną w Małopolsce. Był synem Jana, bratanka arcybiskupa gnieźnieńskiego Janika. W 1217 mianowany przez Leszka Białego wojewodą krakowskim, którą to funkcję pełnił aż do śmierci, z przerwą w latach 1225–1227. 
Przerwa ta była spowodowana buntem Marka przeciwko Leszkowi. W 1224 krewniak Marka, Jan Klimontowic, został wysłany przez Leszka Białego na Mazowsze z pomocą księciu Konradowi Mazowieckiemu przeciwko Prusom. Zbiegł jednak z pola bitwy (według współczesnych źródeł opuścił oddziały Konrada na dzień przed bitwą w wyniku nieporozumień z innymi rodami), dopuszczając do masakry rycerzy sprzymierzonych, za co został przez Leszka pozbawiony wszelkich godności. W efekcie Gryfici z Markiem z Brzeźnicy na czele wyjechali na Śląsk do Henryka Brodatego, licząc na przekonanie go do podjęcia akcji przeciwko Leszkowi Białemu (którego popierał rosnący w siłę ród Odrowążów). Plan Marka się jednak nie powiódł, Henryk co prawda wyprawił się na Kraków, ale wieść o oblężeniu Lubusza przez landgrafa Turyngii zmusiła go do odwrotu spod bram miasta, podczas którego pogodził się z Leszkiem. Marek i jego krewni przenieśli się wówczas pod opiekę księcia opolskiego Kazimierza I, a wrócili do Małopolski dopiero po śmierci Leszka Białego w 1227, odgrywając zapewne ważną rolę w obiorze na nowego księcia krakowskiego Władysława Laskonogiego (możnowładcy małopolscy postawili mu warunki co do objęcia tronu, czego efektem czego był wydany przez Władysława przywilej z Cieni z 1228). Gryfici prowadzili także obronę Krakowa przed Konradem Mazowieckim, gdy ten w 1229 porwał Henryka Brodatego (któremu Laskonogi powierzył rządy w Krakowie).
Trzeba zaznaczyć, że w polskiej historiografii istnieją kontrowersje na temat identyczności Marka, wojewody krakowskiego przed 1225 oraz Marka, wojewody krakowskiego po 1228. Zwolennicy ich rozdzielenia (zresztą, wywodzący obu z rodu Gryfitów, niekiedy uznający, że mamy do czynienia tutaj z ojcem i synem) opierają się przede wszystkim na dokumencie z 1225 (zachowanym jednak tylko w transumpcie z końca XIII w.), w którym znajduje się wzmianka o wakacie na stanowisku wojewodzińskim po śmierci wojewody Marka.
Bratem Marka (a w przypadku zwolenników istnienia dwóch Marków – bratem pierwszego z nich, zmarłego w 1225) był Teodor, następca Marka na stanowisku wojewody krakowskiego (1231–1238).
Marek pojawia się w powieści Waligóra autorstwa Józefa Ignacego Kraszewskiego.

## Literatura
- A. Małecki: Studya heraldyczne. T. II. Lwów, 1890, s. 46, 50–54, 57.
- J. Wyrozumski: Marek wojewoda krakowski. [W:] Polski Słownik Biograficzny. T. XIX. Wrocław, 1974, s. 619-620.
- L. M. Wójcik. Ród Gryfitów do końca XIII wieku. Pochodzenie — genealogia — rozsiedlenie. „Historia” CVII, Wrocław 1993, s. 53–64.
- H. Samsonowicz: Leszek Biały. [W:] Poczet królów i książąt polskich. Warszawa, 1991, s. 145.